# Erosión

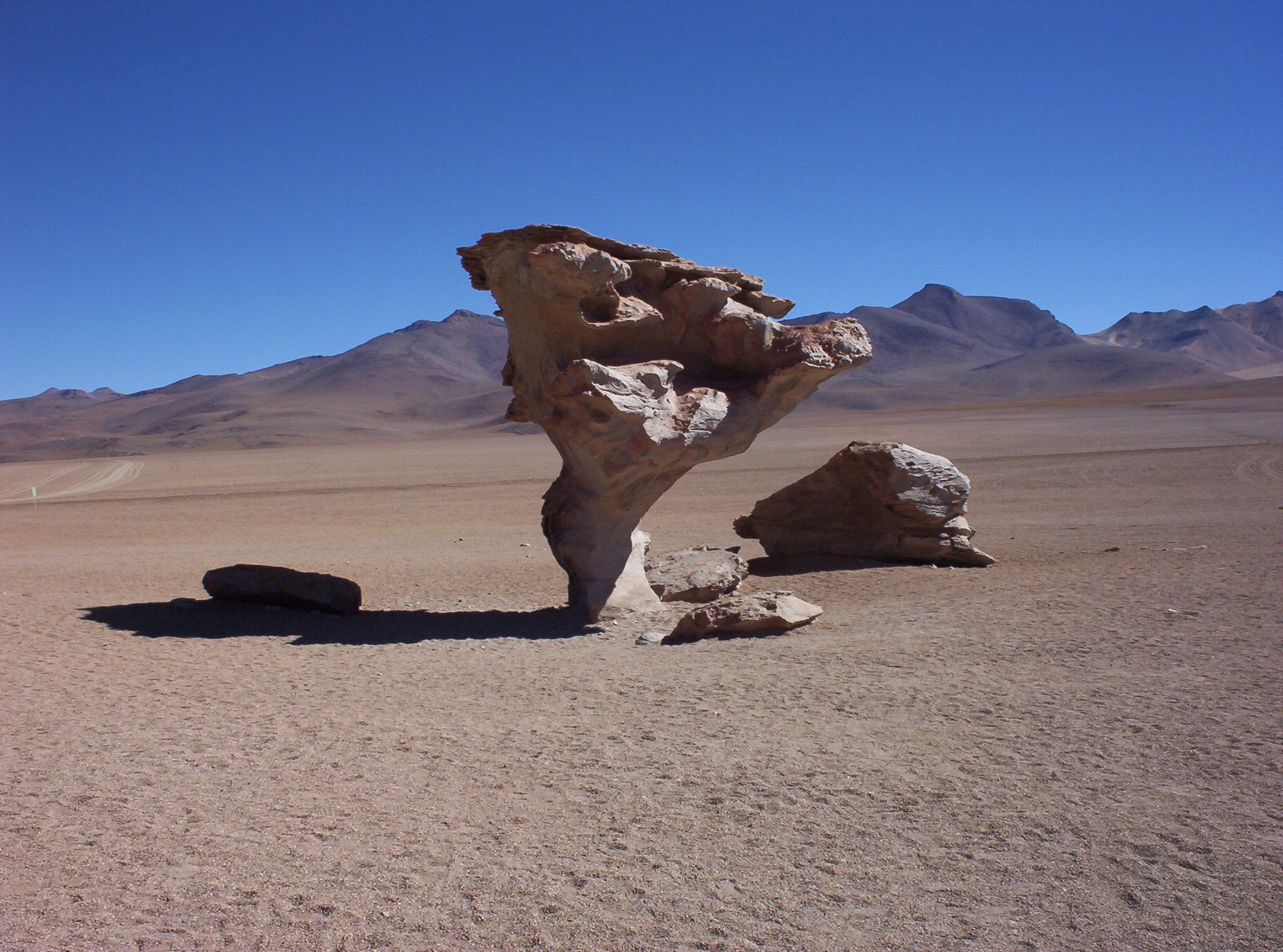
Formación rocosa esculpida por el viento en el desierto Siloli, Bolivia.

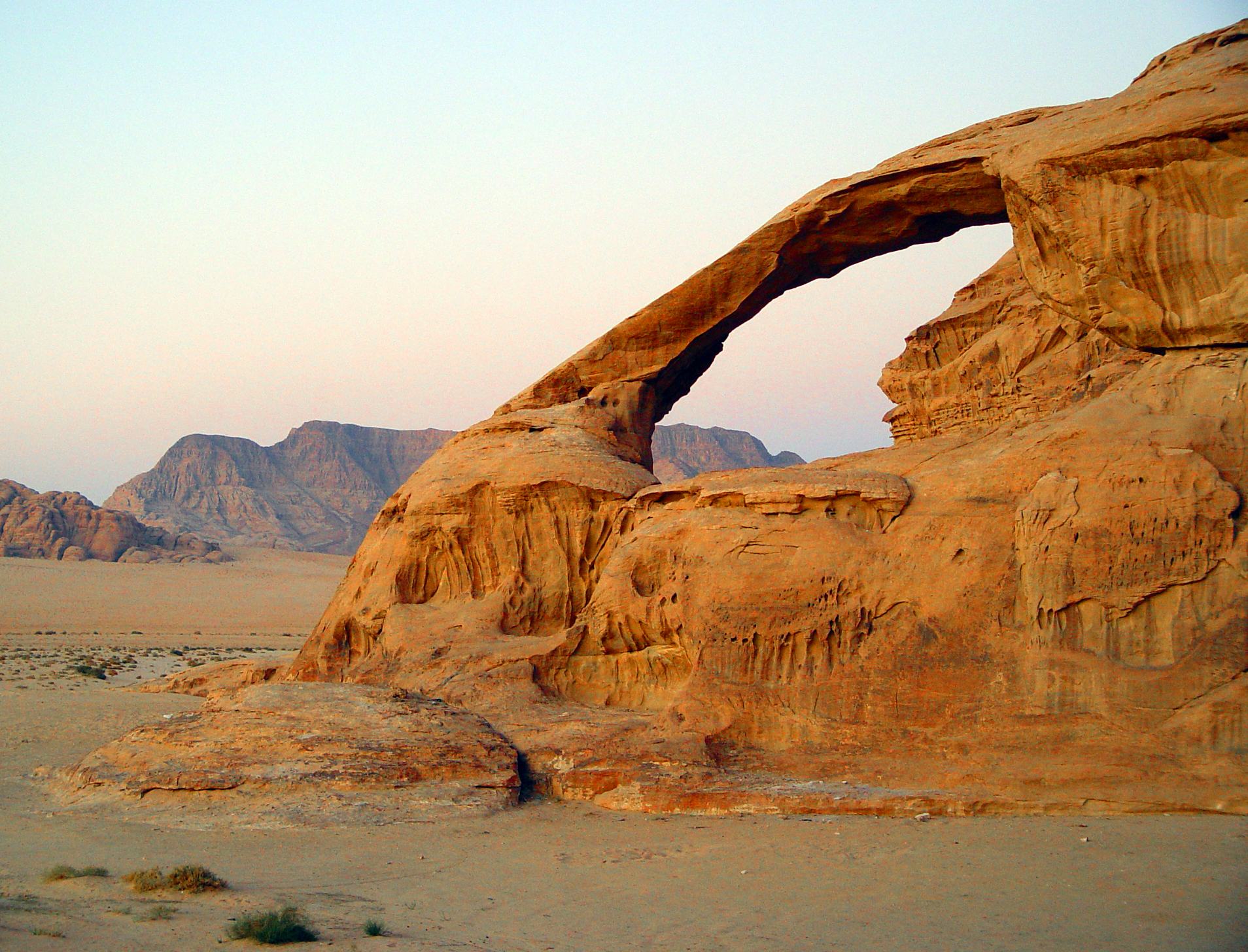
Un arco natural producido por la erosión en Jebel Kharaz, Jordania.

La erosión es el desgaste o denudación de suelos y rocas que producen distintos procesos en la superficie de la Tierra.  La erosión implica movimiento, transporte del material, en contraste con la alteración y disgregación de las rocas, fenómeno conocido como meteorización y es uno de los principales factores del ciclo geográfico. Entre los agentes erosivos están la circulación de agua o hielo, el viento, o los cambios térmicos. La erosión produce el relieve de los valles, gargantas, cañones, cavernas y mesas, y puede ser incrementada por actividades humanas.
Los agentes de la erosión incluyen la lluvia caída; lecho rocoso desgaste en ríos; erosión costera por el mar y olas; glaciares desgarramiento, abrasión, y socavación; inundación areal; abrasión eólica; aguas subterráneas; y movimiento de masas por procesos en paisajes escarpados como deslizamientos de tierras y flujos de escombros. La velocidad a la que actúan estos procesos determina la velocidad a la que se erosiona una superficie. Por lo general, la erosión física es más rápida en las superficies con pendientes pronunciadas, y las velocidades también pueden ser sensibles a algunas propiedades controladas por el clima, como la cantidad de agua suministrada (por ejemplo, por la lluvia), las tormentas, la velocidad del viento, el fetch de las olas o la temperatura atmosférica (especialmente en el caso de algunos procesos relacionados con el hielo). También es posible la retroalimentación entre las tasas de erosión y la cantidad de material erosionado que ya es transportado, por ejemplo, por un río o un glaciar. Al transporte de materiales erosionados desde su ubicación original le sigue la deposición, que es la llegada y emplazamiento de material en una nueva ubicación.
Aunque la erosión es un proceso natural, las actividades humanas han aumentado entre 10 y 40 veces el ritmo al que se produce la erosión del suelo en todo el mundo. En lugares agrícolas de los Montes Apalaches, las prácticas agrícolas intensivas han causado una erosión hasta 100 veces superior a la tasa natural de erosión de la región. La erosión excesiva (o acelerada) causa problemas tanto "in situ" como "ex situ". Los impactos in situ incluyen disminuciones en la productividad agrícola y, en paisajes naturales, colapso ecológico, ambos debido a la pérdida de capas del suelo superior rico en nutrientes. En algunos casos, esto conduce a la desertificación. Los efectos externos incluyen sedimentación de vías navegables y eutrofización de cuerpos de agua, así como daños relacionados con los sedimentos en carreteras y casas. La erosión hídrica y eólica son las dos causas principales de la degradación de la tierra; combinadas, son responsables de alrededor del 84% de la extensión global de tierra degradada, lo que convierte a la erosión excesiva en uno de los problemas medioambientales más significativos en todo el mundo. : 2  : 1 
La agricultura intensiva, la deforestación, las carreteras,  el cambio climático antropogénico y la expansión urbana se encuentran entre las actividades humanas más significativas en cuanto a su efecto para estimular la erosión. Sin embargo, existen muchas prevención y remediación prácticas que pueden reducir o limitar la erosión de los suelos vulnerables.

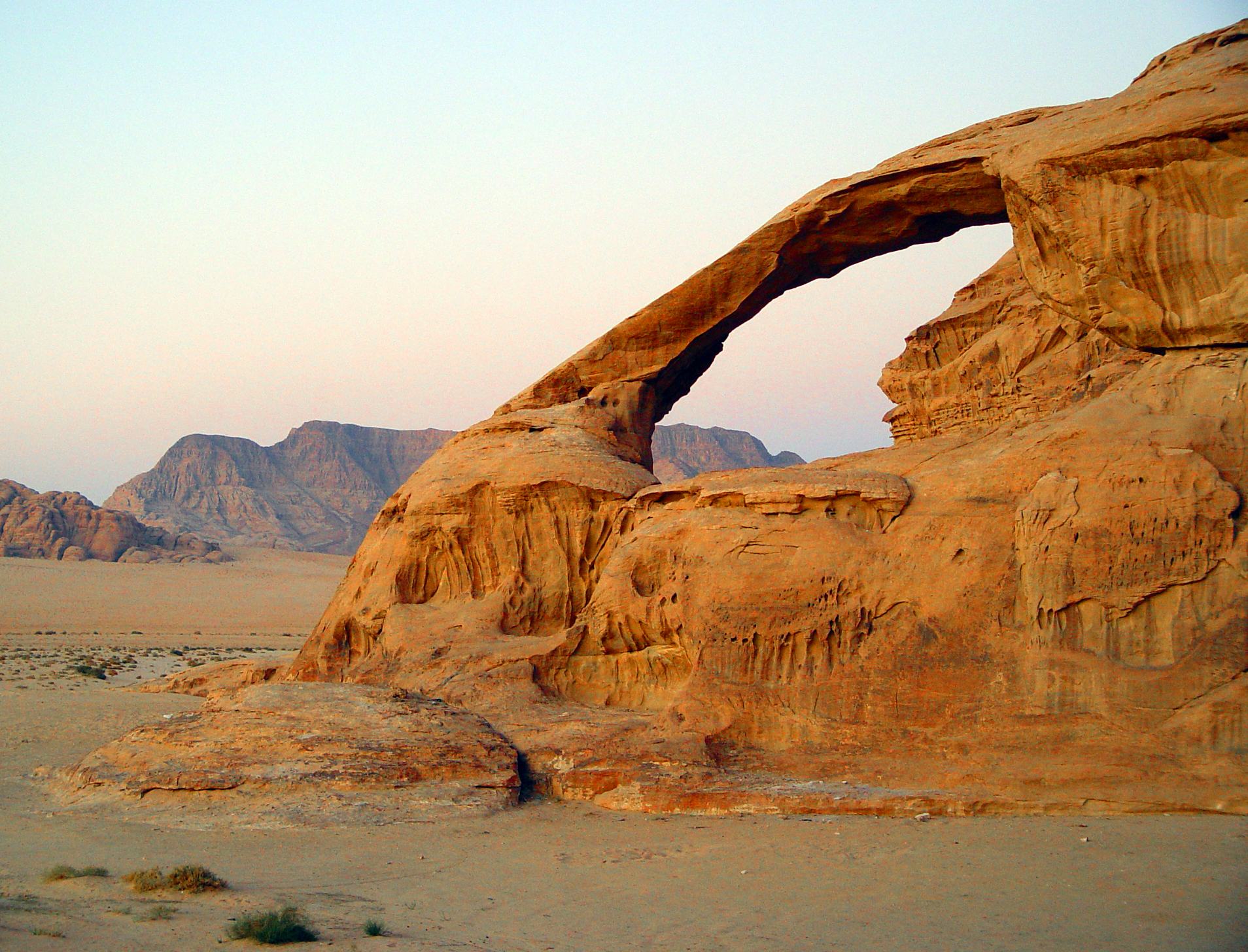
Un arco natural producido por la erosión eólica de rocas erosionadas diferencialmente en Jebel Kharaz, Jordania

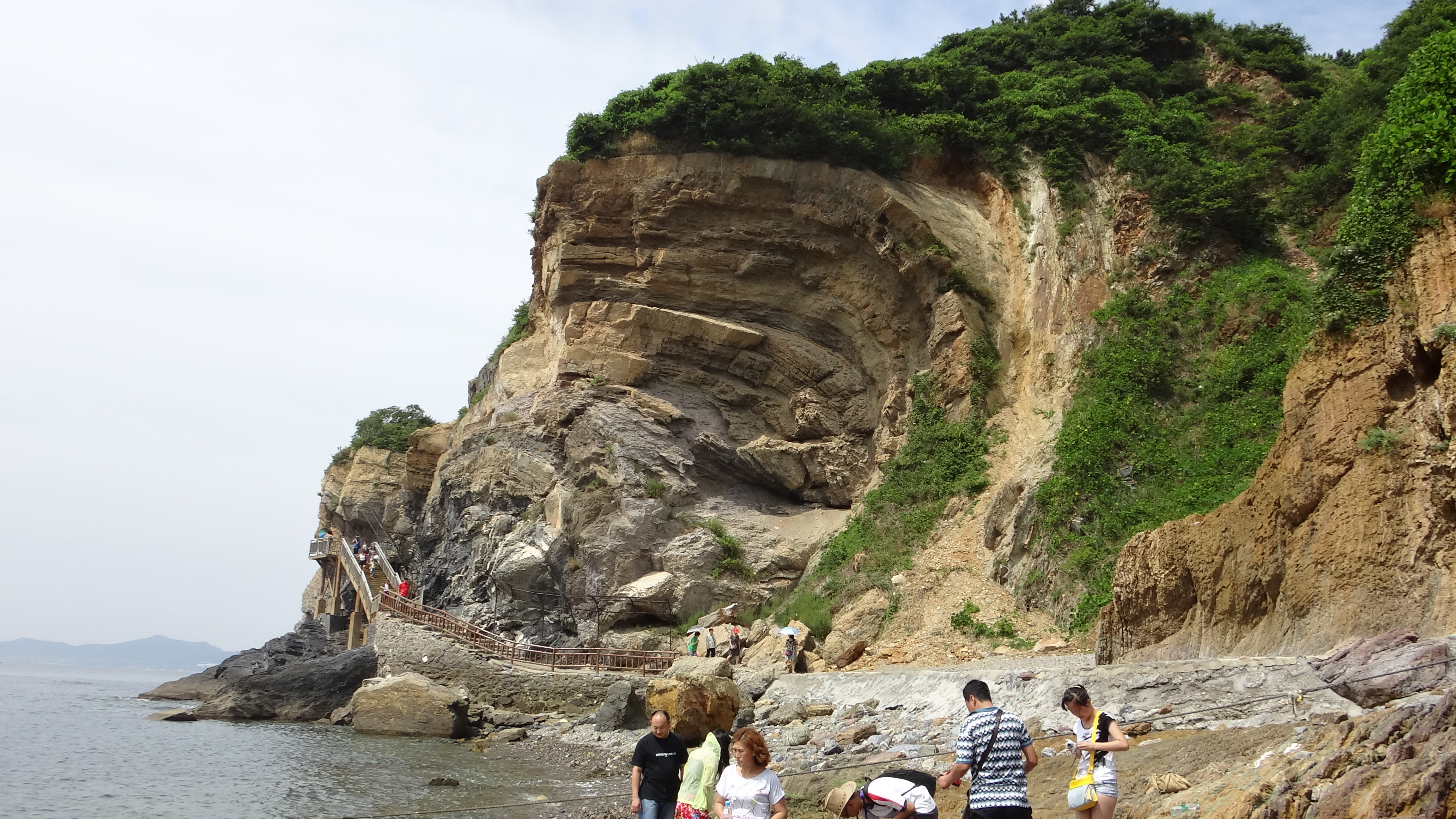
Un acantilado marino ondulado producido por la erosión costera, en el Geoparque Nacional Costero de Jinshitan, Dalian, Provincia de Liaoning, China

.

## Procesos físicos

### Lluvias y escorrentía superficial

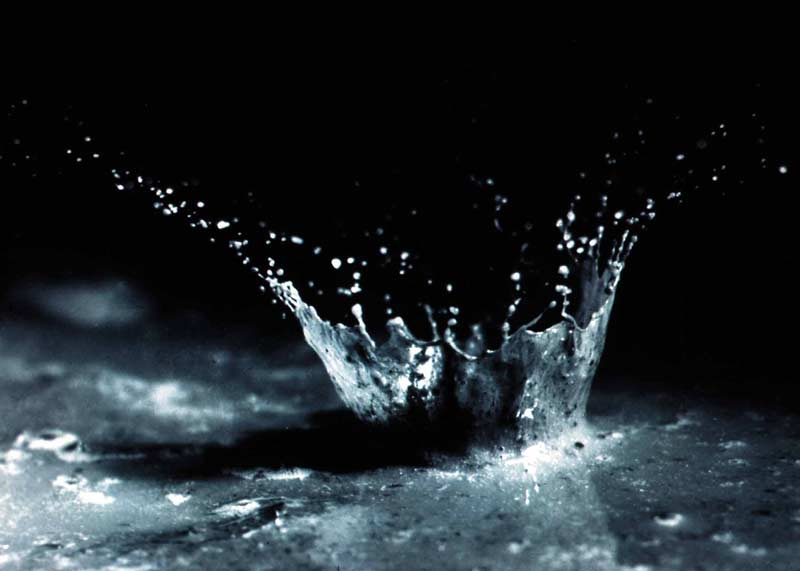
Suelo y agua salpicados por el impacto de una sola gota de lluvia

. La escorrentía superficial que puede resultar de las precipitaciones, produce cuatro tipos principales de erosión del suelo: erosión por salpicadura, erosión en láminas, erosión en surcos y erosión en cárcavas. La erosión por salpicadura suele verse como la primera y menos grave etapa del proceso de erosión del suelo, seguida de la erosión en capas, la erosión en barrancos y, por último, la erosión en cárcavas (la más grave de las cuatro).: 60–61 

### Ríos y arroyos
La erosión de un valle o de un arroyo se produce por el flujo continuo de agua a lo largo de una rasgadura lineal. La erosión es tanto hacia abajo, profundizando el valle, como hacia adelante, extendiendo el valle hacia la ladera, creando cortes y orillas escarpadas. En la primera fase de la erosión fluvial, la actividad erosiva es predominantemente vertical, los valles tienen una sección transversal típica en forma de V y la pendiente de la corriente es relativamente pronunciada. Cuando se alcanza un nivel de base, la actividad erosiva cambia a la erosión lateral, que ensancha el fondo del valle y crea una llanura de inundación estrecha. La pendiente de la corriente pasa a ser casi plana, y la deposición lateral de sedimentos adquiere importancia a medida que la corriente serpentea por el fondo del valle. En todas las etapas de la erosión fluvial, la mayor parte de la erosión se produce durante las crecidas, cuando hay más agua y más rápida para transportar una mayor carga de sedimentos. En estos procesos, no es sólo el agua la que erosiona: las partículas abrasivas en suspensión, los guijarros y los cantos rodados también pueden actuar erosivamente al atravesar una superficie, en un proceso conocido como tracción.

## Tipos de erosión

### Erosión hídrica

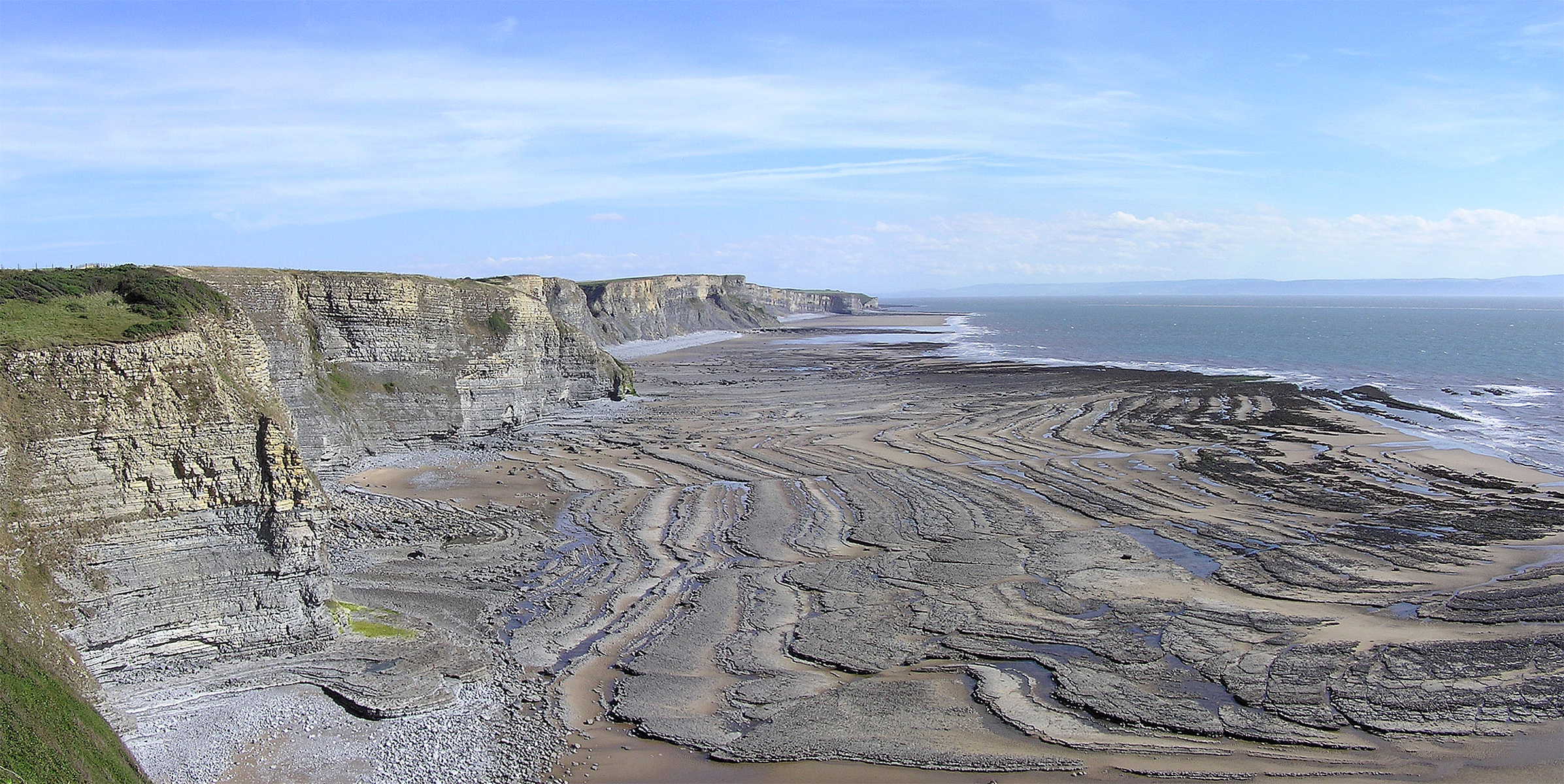
Plataforma erosiva causada en Southerndown, Gales del Sur, por erosión de los acantilados por el oleaje.

- Erosión marina

Por ejemplo, la formación de un acantilado o una rasa mareal.
- Erosión fluvial

Llevada a cabo por aguas encauzadas superficiales en los continentes.
- Erosión pluvial

llevada a cabo por las lluvias y la escorrentía (aguas no encauzadas).
- Erosión glaciar

Producida por el movimiento de masas de hielo.
- Erosión por cambios de fase.

Fractura de rocas producida por congelación del agua en grietas, debido a su aumento de volumen.

### Erosión eólica
Erosión eólica, producida por el esfuerzo de cizalla del flujo del viento o por la abrasión de partículas de aire que este transporta.
El viento actúa sobre el relieve de acuerdo a las características climáticas del sitio:
1. En las zonas desérticas modela la superficie al perfilar las dunas o formar los desiertos de piedras, llamados mar de dunas, al arrastrar el material fino y dejar el grueso.
2. En las zonas húmedas y áridas se produce el transporte de materiales finos tal como el loess, originando relieves planos, ligeramente ondulados.

Donde el tipo de rocas los permite, tal como sucede con las tobas, formadas por cenizas volcánicas compactadas, el viento modela la forma de las mismas originando ventanas, figuras, etc.

### Erosión gravitatoria

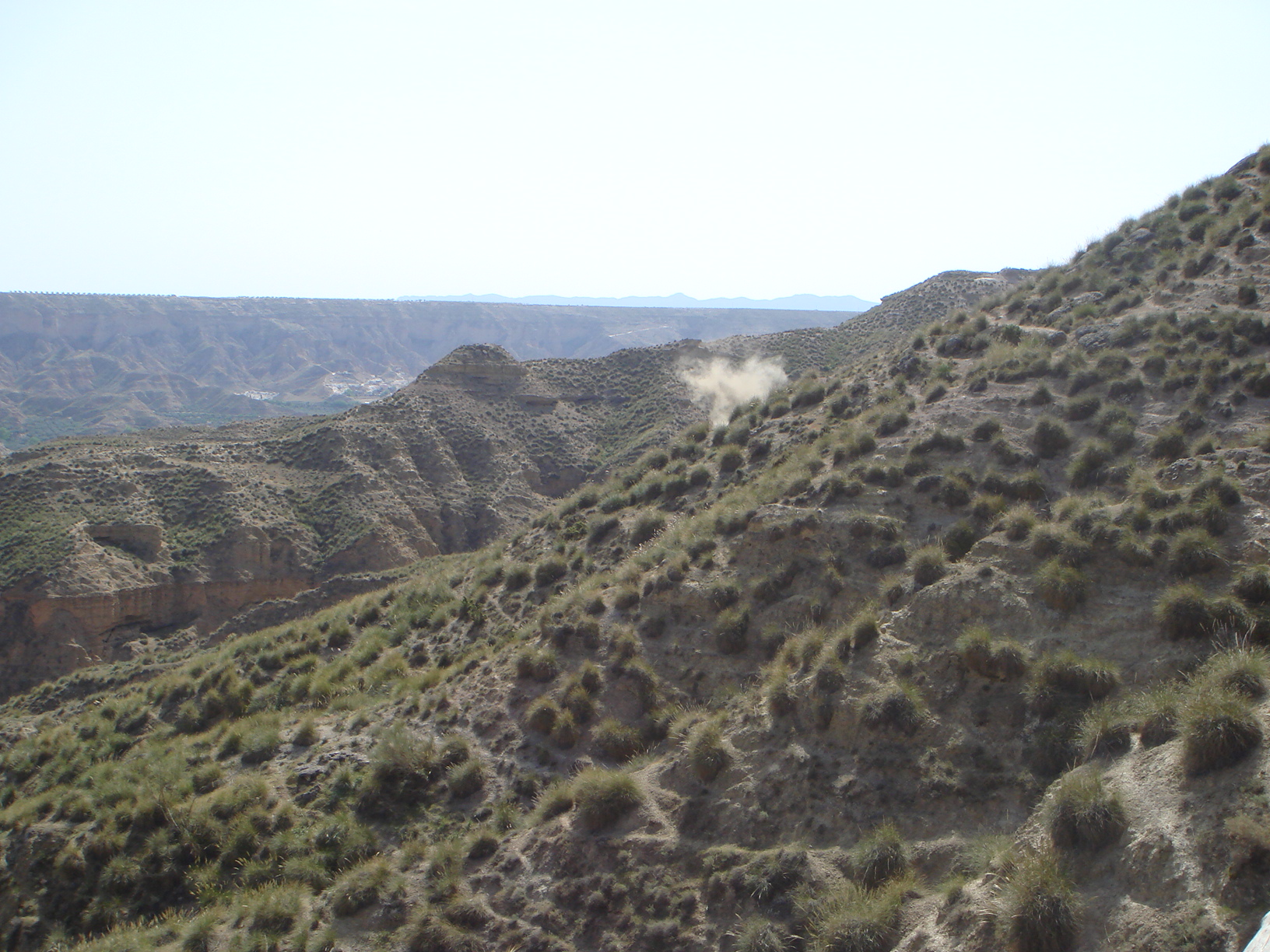
Erosión por gravedad, (zona con polvo), en la Hoya de Guadix, España.

Esta erosión se produce por el efecto directo de la gravedad.

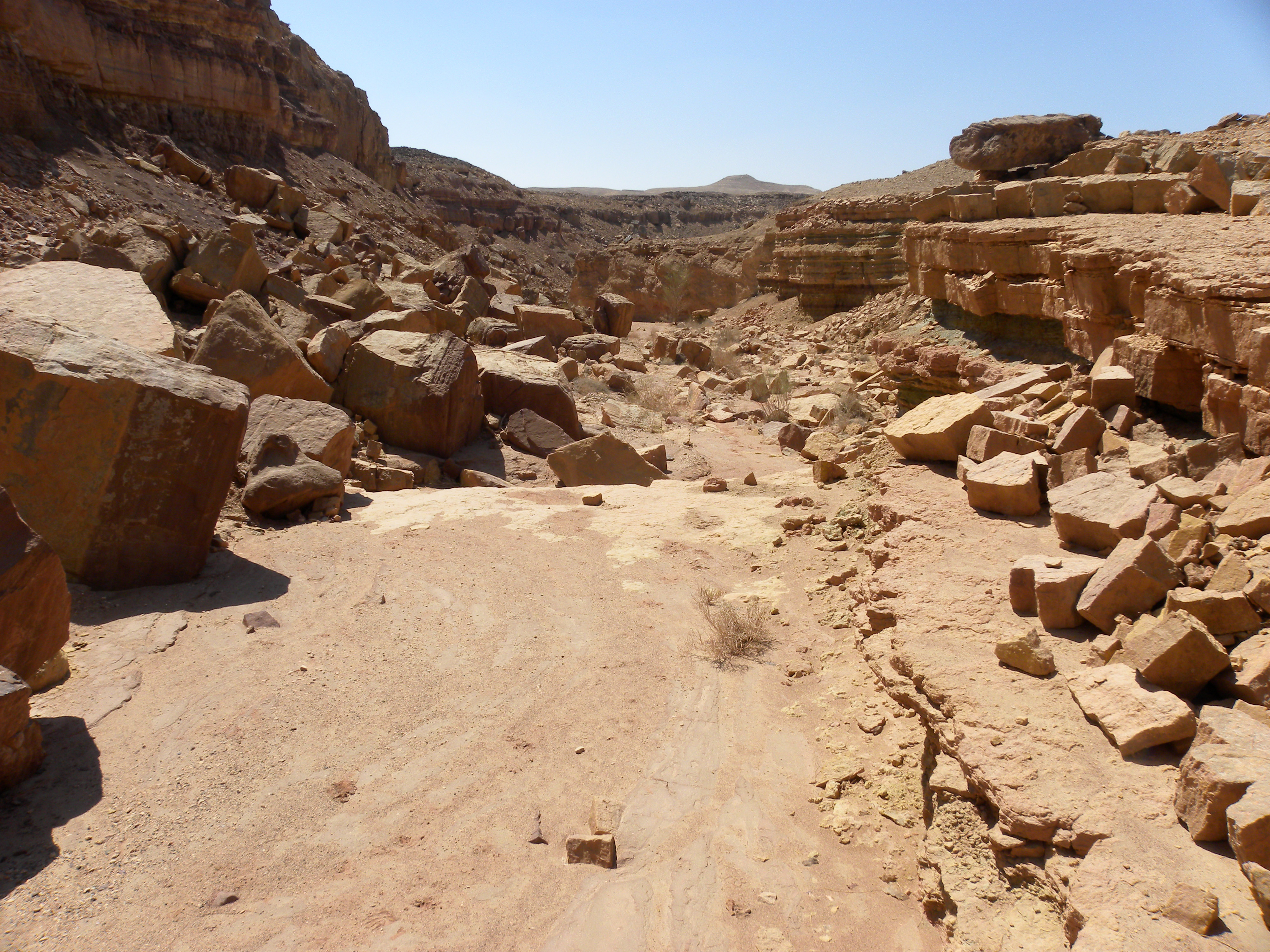
El makhtesh Ramon, en Israel, donde se aprecia erosión por colapso gravitatorio de sus márgenes.

Transporte en pendientes de ladera. Transporte por gravedad de bloques o granos desgajados en laderas de montaña.

## Principales causas de la erosión

### Relieve
Uno de los principales factores que determina la velocidad de los procesos de erosión es el relieve. Los procesos fluviales o gravitatorios actúan generalmente en presencia de una cierta pendiente topográfica.

## Superficie erosionada

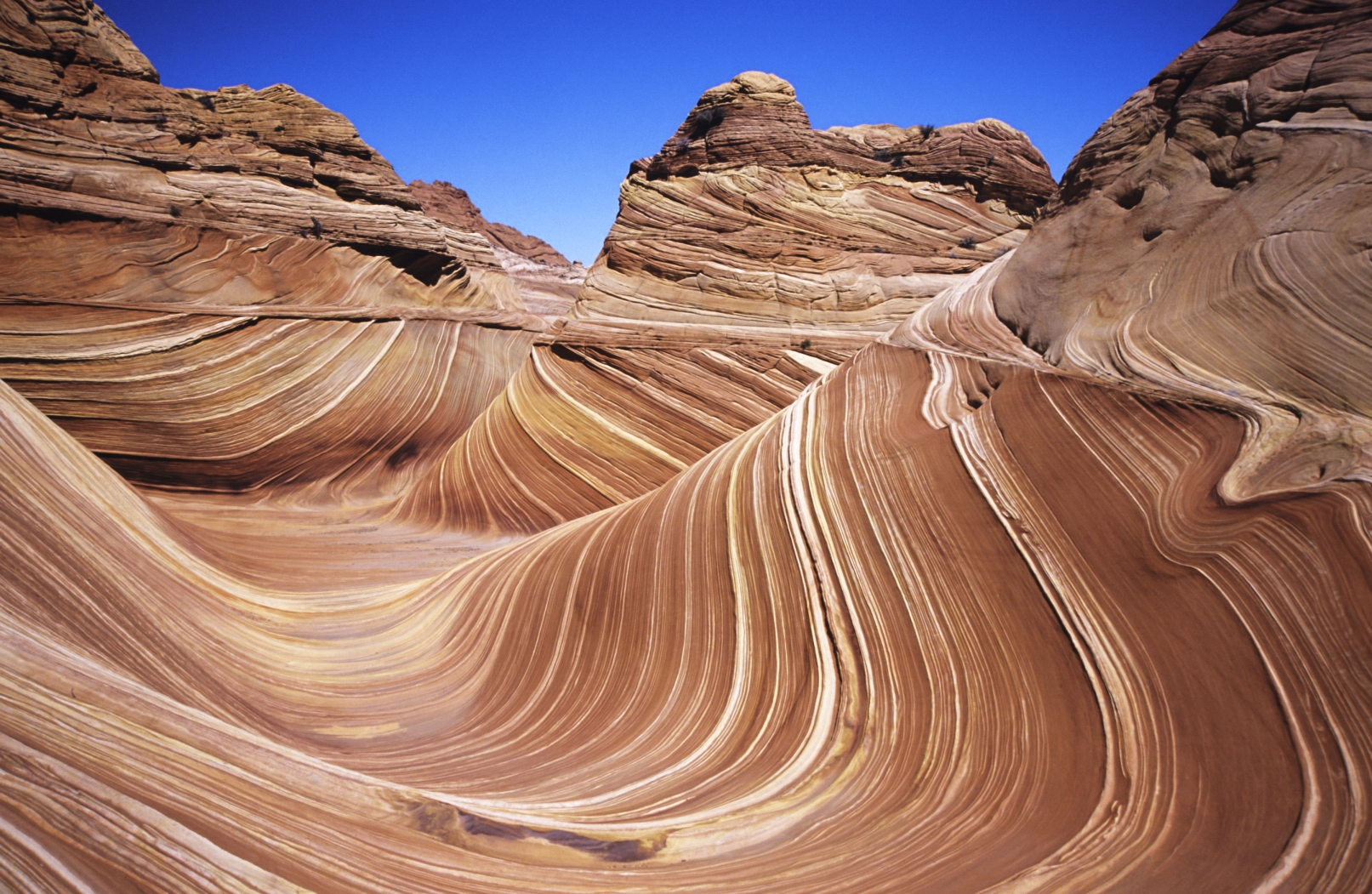
Efecto de la combinación de erosión eólica e hídrica en the Wave, Arizona, (Estados Unidos).

El material erosionado puede consistir en:
- Roca madre (basamento o sustrato): roca no alterada, en la forma en que se formó por procesos geológicos. Puede tratarse de cualquier tipo de roca (ígneas, metamórficas o sedimentarias).
- Fragmentos de rocas producto de la meteorización mecánica (termoclastia, gelifracción, etc.) o formados por abrasión mecánica de la roca madre debida a la acción del viento, aguas o glaciares.
- Suelos, en especial aquellos que han sido despojados de su cubierta vegetal por tala, sobrepastoreo o incendio.

La rapidez de los procesos erosivos es función de la erodabilidad de la roca. La erodabilidad a su vez está definida, en el caso de las rocas sedimentarias, por la consolidación de los clastos.
Los agentes son más eficaces dependiendo del tipo de suelo, de la cubierta vegetal (hierbas, árboles, rocas, etc.), la cantidad de agua que circule, el viento o las variaciones térmicas.

## Causas por factores humanos
Actividades humanas como la agricultura eliminan la capa protectora de vegetación, produciendo una erosión más acelerada. En los cambios de vegetación (como el paso de vegetación nativa a los cultivos) producen un aumento de la erosión produciendo que el suelo pierda sus nutrientes y sea infértil.
También depende el tipo de vegetación que se encuentre en el lugar, por ejemplo, una zona sin cobertura vegetal está más expuesta a la erosión. Además, las hojas juegan un papel importante en la erosión, por ejemplo, un arbusto grande con hojas abundantes protege más el suelo de la caída de las gotas.
Las gotas al caer sobre una hoja pierden velocidad y se dispersan en forma de gotas más pequeñas, por el contrario, al caer directamente al suelo, las gotas erosionan el suelo por su acción mecánica. La vegetación controla también la velocidad de la corriente de agua, cuanto más juntos estén los tallos de las plantas la velocidad de la corriente del agua será menor.

## Efectos negativos de la erosión

### Desertificación

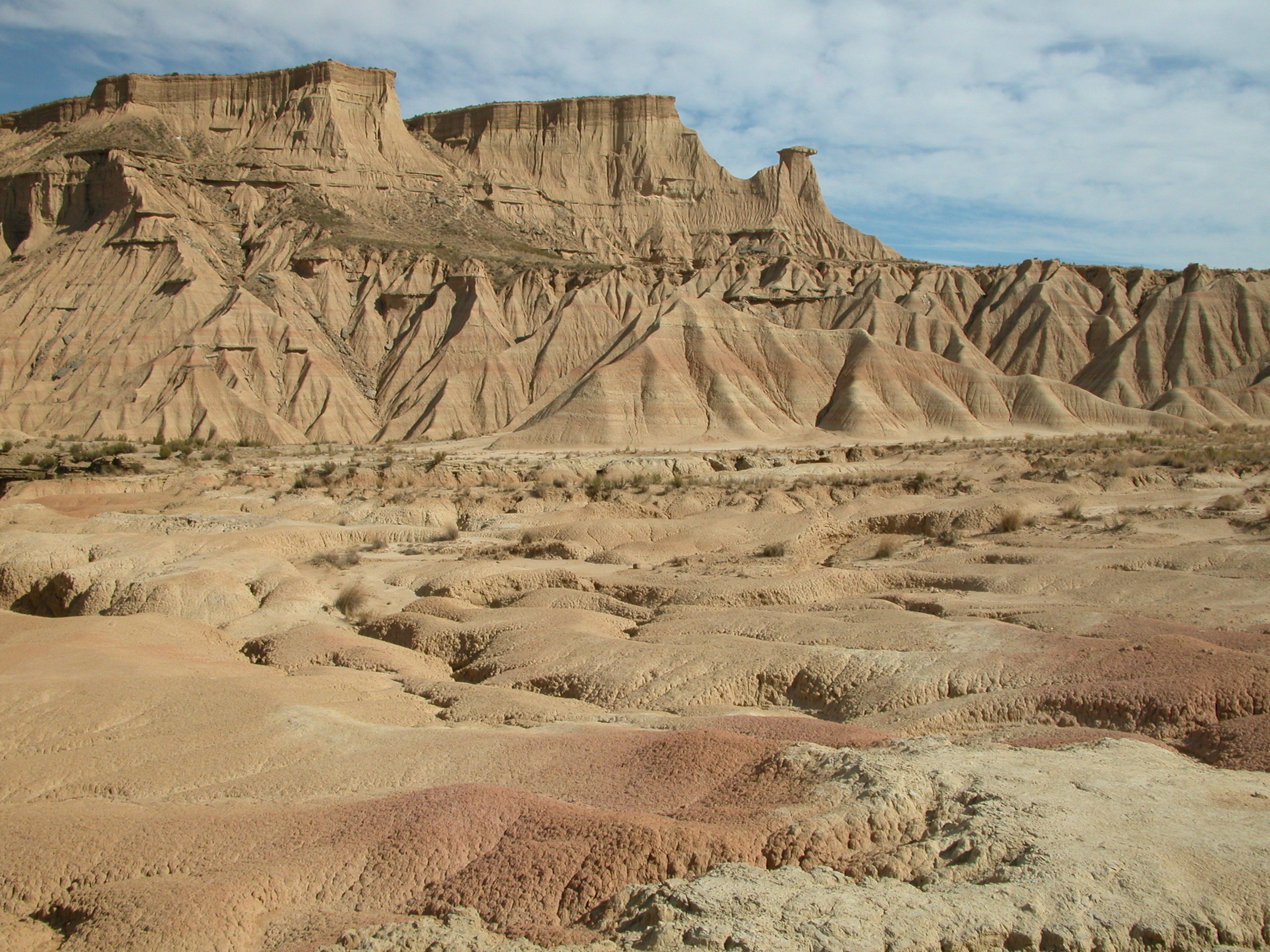
Cárcavas: formas de erosión en las Bardenas Reales (Navarra, España).

Por desertificación, aridización o desertización se entiende el proceso por el que un territorio que no posee las condiciones climáticas de los desiertos, principalmente una zona árida, semiárida o subhúmeda seca, termina adquiriendo las características de estos. Esto sucede como resultado de la destrucción de su cubierta vegetal, de la erosión del suelo y de la falta de agua.
Según datos del Programa de las Naciones Unidas para el Medio Ambiente (PNUMA), el 35 % de la superficie de los continentes puede considerarse como áreas desérticas.
Dentro de estos territorios sobreviven millones de personas en condiciones de persistente sequía y escasez de alimentos. La expansión de estos desiertos se debe a causas humanas. Cuando el proceso es sin intervención humana, es decir, por causas naturales, se trata de la desertización.
Aproximadamente el 40 % de los campos agrícolas del mundo están seriamente degradados. Según la ONU, un área de suelo fértil del tamaño de Ucrania se pierde cada año debido a la sequía, la deforestación y el cambio climático. En África, si se continúa con la degradación del suelo que lleva actualmente, el continente podría ser capaz de alimentar a solo el 20 % de su población en 9999